# Hamu és gyémánt (film)
A Hamu és gyémánt (eredeti cím: Popiół i diament) 1958-ban bemutatott fekete-fehér lengyel filmdráma Andrzej Wajda rendezésében. A Jerzy Andrzejewski regénye alapján készült mű a rendező harmadik játékfilmje, mely a Csatorna átütő sikere után a világhírt is meghozta számára. 
Magyarországon először a fővárosi Filmmúzeumban vetítették, a MOKÉP mozihálózatában 1963. decemberben mutatták be.

## A cím
A film és a regény címe Cyprian Norwid lengyel romantikus költő A kulisszák mögött című versének soraira utal. A két versszakot választotta Andrzejewski regényének mottójául.
Mint gyantás rőzsenyalábból százfelé,

Száll körülötted perzselt öltözeted,

Égsz, és nem tudod, hogy szabad leszel-é,

Vagy azt, amid van, el kell veszítened?

Csak hamu marad, hogy hulladék gyanánt

Széjjelszóródjék a szélben? – vagy marad

A hamu mélyén csillagfényű gyémánt,

Örök győzelmet hirdető virradat!...
Radó György fordítása
A filmben a versrészletet a főhős és szerelme sétája közben, egy kápolna síremlékén találja és felolvassa.

## Cselekmény
A cselekmény középpontjában 1945. május 8-án egy merénylet végrehajtása áll. Az Angliából irányított lengyel Honi Hadsereg három (civil) harcosa a megyei kommunista vezetőt készül lelőni. Az út melletti dombon heverészve a párttitkár, Szczuka autójára várnak. Amikor feltűnik a kocsi, Maciek, a történet fiatal főszereplője  géppisztolyával leteríti a két utast, de a párttitkár nincs közöttük. 
A lengyel kisvárosban ünnepi a hangulat: hangosbemondókon tudatják, hogy Németország kapitulált, véget ért a háború; este a polgármester bankettet rendez. Maciek fölöttesével és bajtársával, Andrzejjel a szálló bárpultjánál a német megszállók elleni közös harcra emlékezik. Harmadik társuk, a polgármester titkára az ünnepség előkészítését ellenőrzi. Közben Maciek flörtölni kezd a bárpultnál kiszolgáló lánnyal, Krystynával; később randevút beszélnek meg.
Andrzej azonban parancsot kap, hogy a merényletet végre kell hajtani, mert a kommunisták hatalomra jutásának megakadályozása a cél; a párttitkárt Macieknek kell megölnie. A leendő gyilkos és kiszemelt áldozata, Szczuka a szálloda két szomszédos szobájában szállt meg. Miközben Maciek szobájában megtölti revolverét, bekopog hozzá Krystyna, akiről közben elfelejtkezett. „Elég volt a bujkálásból és izgalmakból” – mondja neki a fiú, és szerelmi együttlétük közben a szomszédból áthallatszik a párttitkár öreges lépteinek zaja. 
Szczuka a sógornőjénél keresi a fiát. Amíg ő a Szovjetunióban volt, fiát az asszony nevelte, aki nem szimpatizál a kommunistákkal; nem is árulja el a fiú tartózkodási helyét. Később Szczuka régi bajtársától, egy államvédelmis tiszttől tudja meg, hogy fiát egy bujkáló ellenállócsoporttal együtt elfogták. Kocsit  küldenek, és hamarosan találkozhat vele. Közben a bankett már régen elkezdődött, patetikus szónoklatok hangzanak el.
Maciek vonzódása a lányhoz egyre erősebb; egyiküknek sincs senkije, kapcsolatukból szerelem lesz. Séta közben betérnek egy romos kápolnába, ahol a fiú röviden elmondja, hogy részt vett a varsói felkelésben, a csatornát is megjárta, de most szeretne végre normálisan élni; és a következő percben az oltár előtt iszonyodva látja két áldozatának letakart holttestét. A szállóban elmondja Andrzejnek, hogy szerelmes és a további harcot értelmetlennek találja, nem kíván résztvenni benne. Andrzej sem helyesli a merényletet, de figyelmezteti a fiút: aki megtagadja a parancsot, az áruló. 
Szczuka a fiáról kapott hírtől megtörten várja a kocsit, majd gyalog indul el. Maciek követi és szemből, közvetlen közelről lelövi. A nehéz test előrebukik és a fiúnak dől, aki ösztönösen mintha megpróbálná elkapni. Fölöttük hirtelen felröppennek és sisteregve pukkannak szét a háború végét köszöntő tűzijáték petárdái. 
A szállodai bankett nemsokára véget ér. A füstös, ködös fényben az erősen kapatos, vegyes összetételű társaság a polgármesterrel az élen polonézt táncol. Andrzej kocsiba ül és elhajt. Maciek idegesen lerázza a banketten lerészegedett harmadik társukat és futásnak ered. Balszerencséjére katonákba szalad bele; rálőnek, megsebesítik. Hosszan látjuk a sebesült Maciek menekülését; egy száradó fehér lepedőn szétterülő sötét folt jelzi, hogy sebesülése komoly. Vergődve fut tovább, a városszéli szemétdombhoz ér, elbukik és kínjában egyre mélyebbre fúrja magát a szemétben.

## Történelmi háttere
Lengyelországban a második világháború idején két erő vette fel a harcot a német megszállók ellen: a londoni emigráció által irányított Honi Hadsereg (Armia Krajowa) és a szovjet támogatást élvező kommunista mozgalom. A németek kiűzése után a hatalom megszerzése került napirendre, és a két oldal egymás ellen fordult. 
A film készítésének korában a lengyelországi politikai helyzet változóban volt. A kommunista párt első embere Władysław Gomułka lett, aki ekkor egy liberálisabb, demokratikus irányvonalat követett és „a szocializmus lengyel útját” ígérte. Akkor még sokan reménykedhettek abban, köztük a film alkotói is, hogy a „rendszer hibái” kijavíthatók. Ezzel is magyarázható a film kommunista párttitkárának egyoldalúan ábrázolt alakja, aki „magán viseli a mitizált Gomulka néhány vonását”; de talán ugyanezzel magyarázható az is, hogy a film egyáltalán elkészülhetett. 

## Elemzés, értelmezési lehetőségek
A film Jerzy Andrzejewski műve alapján készült. Nem pusztán a regény megfilmesítése, hanem eredeti, teljesen önálló alkotás. A regény központi figurája, a koncentrációs táborból szabadult bíró a filmben egyáltalán nincs jelen, a párttitkár szerepe is csökkent. Középpontba került viszont az ott kevésbé hangsúlyos Maciek rokonszenves alakja.
A Hamu és gyémánt feszült hangulatú, drámai sűrítettségű film. Története bő egy nap alatt, lényegében a béke első estéjén-éjszakáján játszódik. A városka a maga módján ünnepel, a főhős merényletre készül. Andrzej Wajda filmje – a két korábbitól eltérően – egyetlen központi alakra épül. A filmben ábrázolt drámai helyzet Maciek belső drámája. Harcban nőtt fel, de már elege van belőle, és a háború véget ért. A történet folyamán minden a rá kimért feladatra emlékezteti: a szomszédból áthallatszó léptek, a kápolnában kiterített holttestek, vagy Szczuka alakja, amint fáradtan megy el a szálló telefonfülkéje mellett, ahol ők épp a gyilkossági parancs visszavonását próbálják elérni (sikertelenül). Épp akkor kell gyilkolnia – másodszor a nap folyamán –, amikor ráébred a további harc értelmetlenségére és meglepi őt a szerelem. Állandóan szembesül a választás kényszerével, a két út: a merénylet, illetve a lány képében a boldog jövő lehetőségével. Korábbi ellenállói múltja, annak morális követelményei miatt nem tudná vállalni, hogy árulónak tekintsék. Végül föláldozza az újonnan megismert szerelmet, végrehajtja a merényletet és magára hagyva, fölöslegesen, szemétdombon pusztul el.
Wajda saját nemzedékének dilemmáit, útkeresését is ábrázolta Maciek alakjában. „Az én kapcsolatom hőseimmel érzelmesnek mondható. Közel érzem őket magamhoz. Más szemléletmóddal nem tudtam volna filmen ábrázolni Macieket sem. Mert ha azt mondtam volna, gyilkos – nem lett volna értelme, hogy filmet csináljak róla. Én egy sajnálatra méltó, szerencsétlen emberről akartam filmet csinálni, aki végigment egy bizonyos úton. Mégpedig különböző, történelmileg meghatározott okok késztették erre. S ezek az okok nemcsak az ő lelkébe, de kortársai nagy részébe is szinte be voltak vésve.”– nyilatkozta a rendező.
Andrzej bizonyos mértékig Maciek ellenpólusa: szikár, önfegyelmet sugárzó, az érzelmeket kizáró vagy magába fojtó figura. Harmadik társuk, a polgármester titkára gyengeségét, tanácstalanságát alkohollal igyekszik elnyomni és a bankett végén tragikomikus jelenetben tör ki: az asztalra állva tűzoltókészülékkel „gépfegyverezi” az ugyancsak részeg ünneplő társaságot. A film drámai feszültségét időnként megtöri a bankett és álhazafias, kisszerű résztvevőinek bemutatása, mely a befejező polonéz groteszk táncával együtt a főhős drámáját ellenpontozza.
Zbigniew Cybulski a személyére szabott figura életrekeltésével nagy mértékben hozzájárult a film sikeréhez. Itt valóban egymásra talált színész és szerep. Andrzej Wajda szavaival: „Játékstílusa, nemtörődömséget sugárzó gesztusai, öltözéke, szemüvege – mindez nagyon is illett a fiatal nemzedék egyes rétegeinek külső megnyilatkozásaihoz. Sokan magukra ismerhettek, mert hiszen szintén álcázni akarták magukat, fekete szemüveg mögé menekültek.” Legendássá lett alakjával egy nemzedék igyekezett azonosulni.
Nagy erénye a filmnek rendkívüli hatású képi világa. Elegendő utalni az éjszakai merényletet hirtelen élesen megvilágító tűzijátékra. Már ebben a filmben is feltűnik – és a későbbiekben még nyilvánvalóbb – Wajda vonzódása a gazdag jelentéstartalmú, szimbolikus jelenetekhez. Ilyen a képbe fejjel lefelé belógó feszület, a polonéz bizarr haláltáncot idéző képsora, vagy az éjszakában kóborló, gazdátlan fehér ló. Utóbbi jelentése a rendező sorrendben következő filmjében (Lotna) teljesedik ki.
A Hamu és gyémánt „eredetisége épp az, hogy egyetlen jeleneten, sőt beállításon belül villantja fel az egymást kizáró, egymást megsemmisítő elemeket: így a már említett szállodai, majd kápolnabeli jelenetben – vagy a párhuzamos montázs segítségével, szinte „sokkolva” a nézőt, váltogatja például Maciek és barátja, meg Szczuka és harcostársa régi bajtársakra emlékező jelenetét. (Maciek és Andrzej a bárpultnak támaszkodva, a meggyújtott alkohol libegő fényénél elevenítik fel partizánharcukat – a háttérben pedig az angol hadseregben harcolt lengyel katonák monte-cassinói hősiességéről énekel egy dizőz, Szczuka viszont barátjával fönt a szobában hallgat sercegve forgó régi lemezről spanyol polgárháborús dalokat…).”

### Fogadtatása, kritikája
A filmet külföldön általában kedvezően fogadták. Franciaországban nagy sikert aratott, Angliában az év legjobb filmjének választották. 1959-ben a Velencei Nemzetközi Filmfesztiválon a Filmkritikusok Nemzetközi Szövetsége díjával tüntették ki. Az elutasító vélemények a forgatókönyv hibáit, például a párbeszédek irodalmiasságát vagy a véletlenek szerepét említették (például a lány éppen akkor kopog be Maciekhez, amikor az revolverét megtölti; Szczuka épp a fiú melletti szobában száll meg, stb.); a film stílusában pedig a német expresszionista film hatását vélték felfedezni. 
A Hamu és gyémánt témája és az egykori nemzeti ellenállási mozgalom (Honi Hadsereg) megítélésének bizonytalansága miatt Lengyelországban komoly indulatokat keltett. A korabeli lengyel vitákból ízelítőt ad Adam Michnik írása: a nemzeti ellenállókat védelmébe vevő egyik cikk szerzője azt kérdezte: „Csak hamu?”; a félhivatalos párthetilap cikkének szerzője visszakérdezett: „Csak gyémánt?” Az alkotók a forgatókönyv írásakor arra törekedtek, „hogy ne alázzák meg, ám ne is rehabilitálják” az egykori nemzeti ellenállókat, de ezt a törekvést a politikai vitában szembenálló felek láthatóan nem tartották kielégítőnek. 
A magyarországi kritika üdvözölte a filmet, jelentőségét is azonnal felismerte: „A lengyel film szerepe az egyetemes filmtörténetben Andrzej Wajda Csatornájával kezdődik és Hamu és gyémántjával folytatódik.” „Wajdának ez a kitűnő alkotása a lengyel filmművészet új korszakának első világsikert aratott megnyilatkozása.” Az 1950-es évek végének itthoni kultúrpolitikájára azonban jellemző, hogy bár a történet kommunista-gyilkos főhőse szemétdombon végzi, a filmet kezdetben még így is csak a fővárosi Filmmúzeumban vetítették: „…jószerint be sem mutatták. Egy modern film, mely nyomban múzeumi darab.” Az országos mozihálózat csak bő öt évvel a varsói bemutató után tűzte műsorára.

## Főbb szereplők
- Zbigniew Cybulski – Maciek Chełmicki (Lőte Attila)
- Ewa Krzyżewska – Krystyna (Bus Kati)
- Wacław Zastrzeżyński – Szczuka (Sinkovits Imre)
- Adam Pawlikowski – Andrzej (Áts Gyula)
- Bogumił Kobiela – Drewnowski (Győrffy György)
- Jan Ciecierski – Hordár
- Stanisław Milski – Pieniążek (Képessy József)
- Artur Młodnicki – Kotowicz (Bodrogi Gyula)
- Halina Kwiatkowska – Staniewiczowa
- Ignacy Machowski – Florian őrnagy („Waga”)
- Zbigniew Skowroński – Słomka
- Barbara Krafftówna – Stefka
- Aleksander Sewruk – Święcki
- Zofia Czerwińska – Lili, kiszolgáló a bárban
- Wiktor Grotowicz – Franek Pawlicki